# Beta Regio
Beta Regio est une formation volcanique située sur la planète Vénus par 25,3° N et 282,8 E.

## Géographie et géologie
Beta Regio est un soulèvement volcanique de forme elliptique d'environ 3 000 × 2 500 km, avec un grand axe orienté nord-sud, s'élevant jusqu'à plus de 5 000 m au-dessus du rayon moyen de Vénus. Il se trouve autour de Theia Mons, un grand volcan bouclier, autour duquel trois systèmes de failles s'organisent radialement. L'une de ces failles, Devana Chasma, semble antérieure aux volcans et rejoint Phoebe Regio au sud et Rhea Mons au nord. Une communication récente indiquerait que la formation de cette région aurait eu lieu sur plusieurs centaines de millions d'années, entre 700 et 400 Ma environ.

## Toponymie
Beta Regio a été nommé ainsi par l'Union astronomique internationale en 1979 d'après bêta, deuxième lettre de l'alphabet grec.